# اندیس چاه فراخ
چاه فراخ یک اندیس فلزی است که در حوالی شهر کلاته استان سمنان قرار دارد و مادهٔ معدنی موجود در آن، مس است.  